# Нулевой пациент
Нулевой пациент (англ. index case, patient zero) — первый заразившийся пациент в популяции эпидемиологического исследования.
Нулевой пациент может указывать на источник заболевания, возможные пути распространения, а также являться резервуаром болезни между вспышками заболевания. Вспышка заболевания начинается именно с нулевого пациента, этот пациент является первым заболевшим человеком. Первичными пациентами называют тех людей, которые заразились от нулевого пациента.

## Нулевой пациент ВИЧ/СПИД

В статье 1984 года показаны половые контакты 40 пациентов с диагнозом СПИД. Из этих пациентов именно у Дюга проявились первые симптомы СПИД. Дюга соответствует круг в центре с цифрой «0»

Термин «нулевой пациент» часто используется как определение пациента, с которого началось распространение ВИЧ/СПИД по Северной Америке.
В ранние годы изучения ВИЧ/СПИД сценарий развития болезни и установление «нулевого пациента» было проведено доктором Уильямом Дэрроу и его коллегами из CDC. Эпидемиологическое исследование показало, каким образом нулевой пациент инфицировал множество партнеров ВИЧ и как они быстро распространили вирус по миру (Auerbach et al., 1984). Одним из переносчиков ВИЧ из Европы в США был определён Гаэтан Дюга, который, как предполагалось ранее, распространил вирус в США через гей-сауны.
В исследовании 2007 года, проведенном Майклом Воробеем и Артуром Питчеником, опубликованном в «Proceedings of the National Academy of Sciences of the United States of America», утверждалось, что, основываясь на результатах генетического анализа, нынешние североамериканские штаммы ВИЧ, вероятно, переместились из Африки на Гаити, прежде чем проникли в США примерно в 1969 году. Однако подросток по имени Роберт Рейфорд, умерший в Сент-Луисе, штат Миссури, от осложнений СПИДа в 1969 году, скорее всего заразился вирусом до 1966 года. Из этого следует, что в Северной Америке и ранее были носители штаммов ВИЧ.